# Niervormig kalkkopje
Het niervormig kalkkopje (Physarum bitectum) is een slijmzwam behorend tot de familie Physaraceae. Het leeft saprotroof op kruidachtige plantendelen.

## Kenmerken

### Uiterlijke kenmerken
Physarum bitectum maakt plasmodiocarpen en sporangia. Ze zijn 0,5 mm tot 1 mm hoog, 0,5 tot 20 mm lang. Zelden vertakt en een netwerk vormend. Het hypothallus is onopvallend. Ze zijn soms zijdelings afgeplat. De voet is wat smaller dan de bovenzijde. Het peridium bestaat twee lagen. De buitenste laag bestaat uit een kalkschaal. Deze is soms glad en vaak voorzien van rimpels. De kleur hiervan is wit, lichtroze of lila. De binnenzijde is vliezig en lila of purper en zelden kleurloos. De bovenzijde opent onregelmatig. 
Het plasmodium is wit gekleurd.

### Microscopische kenmerken
De sporen zijn zwart in bulk.Bij doorvallend licht zijn de sporen donker purperbruin. Het oppervlak is stekelig en hier en daar voorzien van donker en lichter gekleurde plekken. De sporen hebben een diameter van 10 tot 13 micron.
De capillitia (vlechtdraad) zijn wit van kleur en verbinden verschillende kalkknopen met elkaar door middel van hyaliene draden.

## Verspreiding
Het niervormig kalkopje komt wereldwijd voor. In Nederland komt het vrij zeldzaam voor.

## Foto's

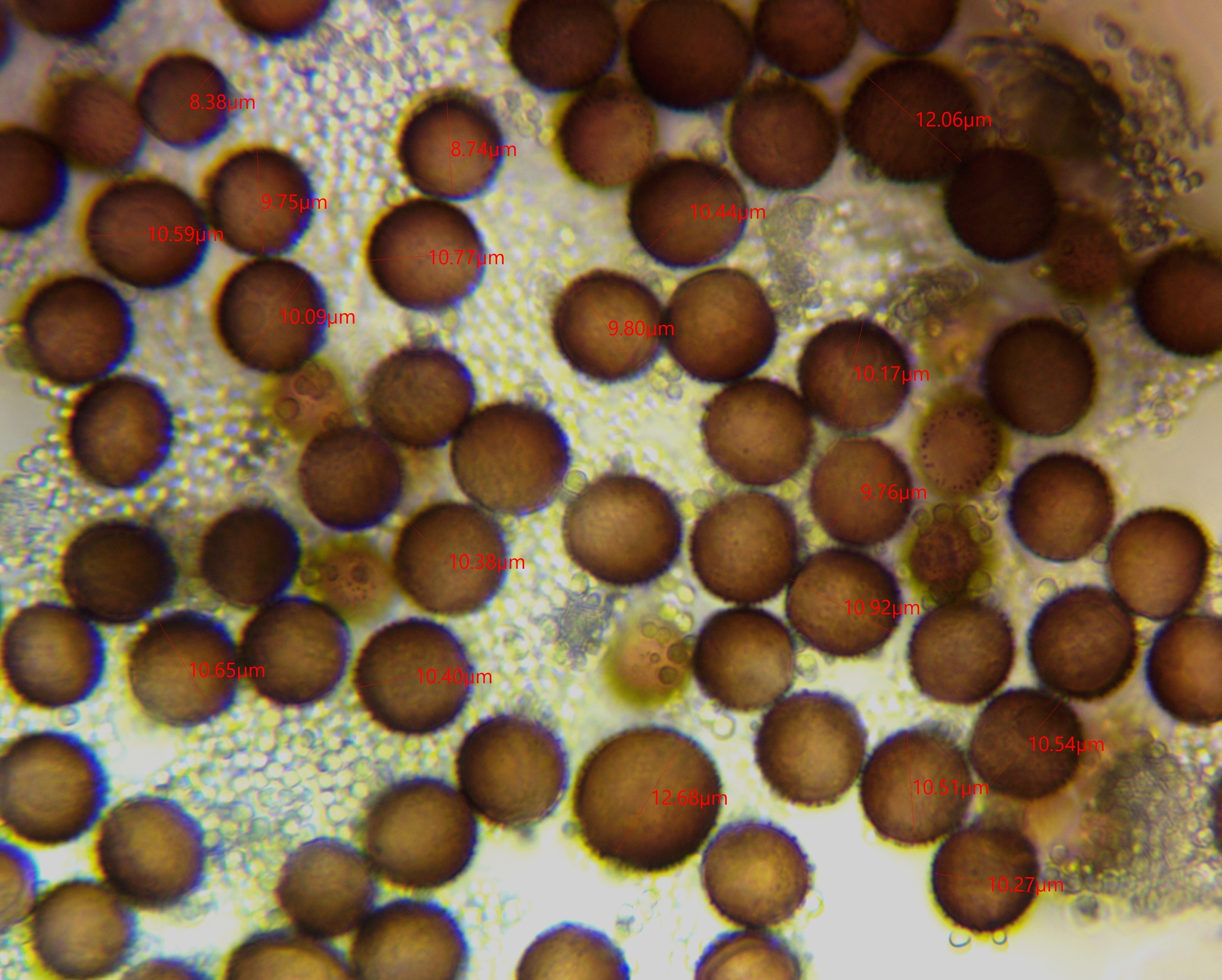
Sporen